# 중난 대학

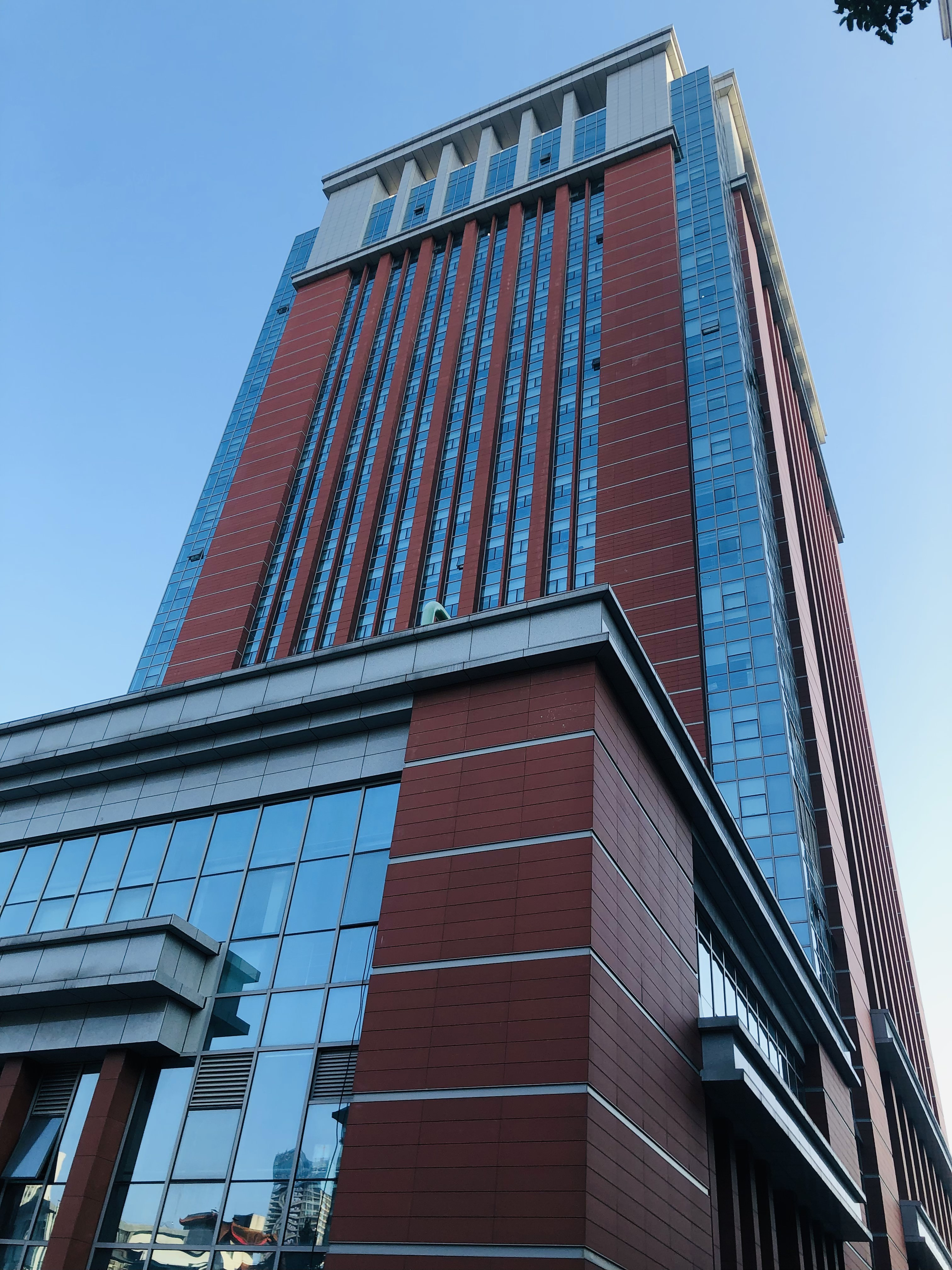
중난대학의 샹야병원

중난 대학(中南大学, Central South University, CSU)은 중국 후난성 창사시의 국공립대학이다. 중화인민공화국 교육부의 후원을 받는다. 3개 대학(Hunan Medical University (HMU), Changsha Railway University (CRU) and Central South University of Technology (CSUT))이 합쳐지면서 2000년 4월 설립되었다.